# 土井伸宏
土井　伸宏（どい　のぶひろ、1956年4月25日 - ）は、実業家、日本の経営者。株式会社京都フィナンシャルグループ代表取締役社長、京都銀行代表取締役会長。京都府出身。2020年藍綬褒章受章 。

## 学歴
京都教育大学附属高等学校、滋賀大学経済学部卒。

## 職歴
- 1980年4月 京都銀行入行
- 2006年6月 人事部長
- 2007年6月 取締役人事部長
- 2008年6月 常務取締役
- 2010年6月 常務取締役本店営業部長
- 2012年6月 常務取締役
- 2015年6月 代表取締役頭取
- 2023年6月 代表取締役会長
- 2023年10月 株式会社京都フィナンシャルグループ代表取締役社長

## 栄典
- 2020年 藍綬褒章受章